# Coppa Europa di sci alpino 2023
La Coppa Europa di sci alpino 2023 è stata la cinquantaduesima edizione della manifestazione organizzata dalla Federazione internazionale sci e snowboard. In seguito all'invasione dell'Ucraina, gli atleti russi e bielorussi sono stati esclusi dalle competizioni.
La stagione maschile è iniziata il 1º dicembre 2022 a Gurgl, in Austria, e si è conclusa il 19 marzo 2023 a Narvik, in Norvegia; sono state disputate 34 delle 36 gare in programma (7 discese libere, 9 supergiganti, 9 slalom giganti e 9 slalom speciali), in 17 diverse località. Lo svizzero Josua Mettler si è aggiudicato sia la classifica generale, sia quella di slalom gigante; i suoi connazionali Marco Kohler e Arnaud Boisset hanno vinto rispettivamente quella di discesa libera e quella di supergigante e il norvegese Halvor Hilde Gunleiksrud quella di slalom speciale. L'italiano Giovanni Franzoni era il detentore uscente della Coppa generale.
La stagione femminile è iniziata il 28 novembre 2022 a Mayrhofen, in Austria, e si è conclusa il 18 marzo 2023 a Narvik, in Norvegia; sono state disputate tutte le 35 gare in programma (7 discese libere, 8 supergiganti, 10 slalom giganti e 10 slalom speciali), in 15 diverse località. L'austriaca Nadine Fest si è aggiudicata sia la classifica generale, sia quella di discesa libera; la sua connazionale Michaela Heider ha vinto quella di supergigante e le svedesi Hilma Lövblom e Moa Boström Müssener rispettivamente quella di slalom gigante e quella di slalom speciale. L'austriaca Franziska Gritsch era la detentrice uscente della Coppa generale.

## Uomini

### Risultati
| Data             | Località                | Nazione   | Spec. | Primo                        | Secondo                         | Terzo                           |
| ---------------- | ----------------------- | --------- | ----- | ---------------------------- | ------------------------------- | ------------------------------- |
| 1º dicembre 2022 | Gurgl                   | Austria   | GS    | Josua Mettler                | Fabian Gratz                    | George Steffey                  |
| 2 dicembre 2022  | Gurgl                   | Austria   | GS    | Sam Maes                     | Loévan Parand                   | George Steffey                  |
| 6 dicembre 2022  | Santa Caterina Valfurva | Italia    | SG    | Josua Mettler                | Andreas Ploier                  | Stefan Rieser                   |
| 7 dicembre 2022  | Santa Caterina Valfurva | Italia    | SG    | Andreas Ploier               | Joan Verdú                      | Stefan Rieser                   |
| 12 dicembre 2022 | Zinal                   | Svizzera  | GS    | Livio Simonet                | Alex Vinatzer                   | Halvor Hilde Gunleiksrud        |
| 13 dicembre 2022 | Zinal                   | Svizzera  | GS    | Livio Simonet                | Josua Mettler                   | Léo Anguenot                    |
| 15 dicembre 2022 | Obereggen               | Italia    | SL    | Steven Amiez                 | Simon Rueland                   | Sandro Simonet                  |
| 16 dicembre 2022 | Val di Fassa            | Italia    | SL    | Alex Vinatzer                | Marc Rochat                     | Steven Amiez                    |
| 20 dicembre 2022 | Sankt Moritz            | Svizzera  | DH    | Cameron Alexander            | Christopher Neumayer            | Luis Vogt                       |
| 22 dicembre 2022 | Sankt Moritz            | Svizzera  | DH    | Cameron Alexander            | Gilles Roulin                   | Nejc Naraločnik                 |
| 6 gennaio 2023   | Wengen                  | Svizzera  | SG    | Nicolò Molteni               | Denis Corthay                   | Elian Lehto Florian Loriot      |
| 7 gennaio 2023   | Wengen                  | Svizzera  | SG    | Gilles Roulin                | Alexis Monney                   | Elian Lehto                     |
| 12 gennaio 2023  | Sella Nevea             | Italia    | DH    | Stefan Rieser                | Pietro Zazzi                    | Marco Kohler                    |
| 13 gennaio 2023  | Sella Nevea             | Italia    | DH    | Stefan Rieser                | Marco Kohler                    | Pietro Zazzi                    |
| 29 gennaio 2023  | Orcières                | Francia   | DH    | Franjo von Allmen            | Marco Kohler                    | Nejc Naraločnik                 |
| 30 gennaio 2023  | Orcières                | Francia   | DH    | Marco Kohler                 | Josua Mettler                   | Nicolò Molteni                  |
| 31 gennaio 2023  | Orcières                | Francia   | SG    | Gilles Roulin                | Felix Hacker                    | Arnaud Boisset                  |
| 1º febbraio 2023 | Orcières                | Francia   | SG    | Manuel Traninger             | Christophe Torrent              | Felix Hacker                    |
| 6 febbraio 2023  | Folgaria                | Italia    | GS    | George Steffey               | Harry Laidlaw                   | Hannes Zingerle                 |
| 7 febbraio 2023  | Folgaria                | Italia    | GS    | Fredrik Møller               | Hannes Zingerle                 | Marco Fischbacher               |
| 10 febbraio 2023 | Jaun                    | Svizzera  | SL    | Jett Seymour                 | Sandro Simonet                  | Halvor Hilde Gunleiksrud        |
| 11 febbraio 2023 | Jaun                    | Svizzera  | SL    | Linus Witte                  | Jett Seymour                    | Halvor Hilde Gunleiksrud        |
| 14 febbraio 2023 | Garmisch-Partenkirchen  | Germania  | SG    | Florian Schieder             | Arnaud Boisset                  | Felix Hacker Christophe Torrent |
| 15 febbraio 2023 | Garmisch-Partenkirchen  | Germania  | SG    | Arnaud Boisset               | Florian Schieder                | Christof Innerhofer             |
| 17 febbraio 2023 | Berchtesgaden           | Germania  | SL    | Halvor Hilde Gunleiksrud     | Theodor Brækken                 | Steven Amiez                    |
| 18 febbraio 2023 | Berchtesgaden           | Germania  | SL    | Halvor Hilde Gunleiksrud     | Johannes Strolz                 | Tanguy Nef                      |
| 2 marzo 2023     | Saalbach-Hinterglemm    | Austria   | DH    | annullata                    | annullata                       | annullata                       |
| 3 marzo 2023     | Saalbach-Hinterglemm    | Austria   | DH    | annullata                    | annullata                       | annullata                       |
| 7 marzo 2023     | Gällivare               | Svezia    | GS    | Marco Fischbacher            | Kaspar Kindem                   | Alex Vinatzer                   |
| 8 marzo 2023     | Gällivare               | Svezia    | GS    | Hannes Zingerle              | Marco Fischbacher Alex Vinatzer |                                 |
| 10 marzo 2023    | Levi                    | Finlandia | SL    | Tanguy Nef                   | Joaquim Salarich                | Steven Amiez                    |
| 11 marzo 2023    | Levi                    | Finlandia | SL    | Joaquim Salarich             | Tanguy Nef                      | Halvor Hilde Gunleiksrud        |
| 13 marzo 2023    | Narvik                  | Norvegia  | GS    | Fredrik Møller               | Joshua Sturm                    | Josua Mettler                   |
| 14 marzo 2023    | Narvik                  | Norvegia  | SL    | Joaquim Salarich             | Steven Amiez                    | Hugo Desgrippes                 |
| 17 marzo 2023    | Narvik                  | Norvegia  | DH    | Marco Pfiffner               | Nejc Naraločnik                 | Jacob Schramm                   |
| 19 marzo 2023    | Narvik                  | Norvegia  | SG    | Arnaud Boisset Gilles Roulin |                                 | Léo Ducros                      |

Legenda:

DH = discesa libera

SG = supergigante

GS = slalom gigante

SL = slalom speciale

### Classifiche

#### Generale
| Pos. | Nome                     | Nazione  | Punti |
| ---- | ------------------------ | -------- | ----- |
| 1    | Josua Mettler            | Svizzera | 856   |
| 2    | Marco Kohler             | Svizzera | 602   |
| 3    | Arnaud Boisset           | Svizzera | 560   |
| 4    | Halvor Hilde Gunleiksrud | Norvegia | 535   |
| 5    | Gilles Roulin            | Svizzera | 534   |
| 6    | Stefan Rieser            | Austria  | 492   |
| 7    | Franjo von Allmen        | Svizzera | 476   |
| 8    | Fredrik Møller           | Norvegia | 446   |
| 9    | Alex Vinatzer            | Italia   | 439   |
| 10   | Felix Hacker             | Austria  | 430   |

#### Discesa libera
| Pos. | Nome              | Nazione  | Punti |
| ---- | ----------------- | -------- | ----- |
| 1    | Marco Kohler      | Svizzera | 406   |
| 2    | Franjo von Allmen | Svizzera | 289   |
| 3    | Nejc Naraločnik   | Slovenia | 279   |
| 4    | Stefan Rieser     | Austria  | 234   |
| 5    | Pietro Zazzi      | Italia   | 231   |

#### Supergigante
| Pos. | Nome               | Nazione  | Punti |
| ---- | ------------------ | -------- | ----- |
| 1    | Arnaud Boisset     | Svizzera | 458   |
| 2    | Gilles Roulin      | Svizzera | 433   |
| 3    | Florian Schieder   | Italia   | 383   |
| 4    | Andreas Ploier     | Austria  | 301   |
| 5    | Christophe Torrent | Svizzera | 268   |

#### Slalom gigante
| Pos. | Nome              | Nazione  | Punti |
| ---- | ----------------- | -------- | ----- |
| 1    | Josua Mettler     | Svizzera | 396   |
| 2    | Livio Simonet     | Svizzera | 387   |
| 3    | Marco Fischbacher | Svizzera | 369   |
| 4    | Hannes Zingerle   | Italia   | 365   |
| 5    | Fredrik Møller    | Norvegia | 347   |

#### Slalom speciale
| Pos. | Nome                     | Nazione  | Punti |
| ---- | ------------------------ | -------- | ----- |
| 1    | Halvor Hilde Gunleiksrud | Norvegia | 397   |
| 2    | Steven Amiez             | Francia  | 374   |
| 3    | Joaquim Salarich         | Spagna   | 370   |
| 4    | Tanguy Nef               | Svizzera | 290   |
| 4    | Simon Rueland            | Austria  | 290   |

## Donne

### Risultati
| Data             | Località              | Nazione              | Spec. | Prima                 | Seconda                    | Terza                                |
| ---------------- | --------------------- | -------------------- | ----- | --------------------- | -------------------------- | ------------------------------------ |
| 28 novembre 2022 | Mayrhofen             | Austria              | GS    | Doriane Escané        | Stella Johansson           | Moa Boström Müssener Clarisse Brèche |
| 29 novembre 2022 | Mayrhofen             | Austria              | SL    | Moa Boström Müssener  | Lucrezia Lorenzi           | Vera Tschurtschenthaler              |
| 1º dicembre 2022 | Zinal                 | Svizzera             | SG    | Karen Smadja-Clément  | Michaela Heider            | Sabrina Maier                        |
| 2 dicembre 2022  | Zinal                 | Svizzera             | SG    | Janine Schmitt        | Michaela Heider            | Karen Smadja-Clément                 |
| 5 dicembre 2022  | Zinal                 | Svizzera             | GS    | Asja Zenere           | Jessica Hilzinger          | Doriane Escané                       |
| 6 dicembre 2022  | Zinal                 | Svizzera             | GS    | Jessica Hilzinger     | Magdalena Łuczak           | Elisabeth Kappaurer                  |
| 13 dicembre 2022 | Ponte di Legno        | Italia               | GS    | Asja Zenere           | Elisabeth Kappaurer        | Vivianne Härri                       |
| 14 dicembre 2022 | Ponte di Legno        | Italia               | GS    | Asja Zenere           | Elisa Platino              | Hilma Lövblom                        |
| 16 dicembre 2022 | Valle Aurina          | Italia               | SL    | Paula Moltzan         | Lisa Hörhager              | Moa Boström Müssener                 |
| 17 dicembre 2022 | Valle Aurina          | Italia               | SL    | Nicole Good           | Moa Boström Müssener       | Emelie Henning                       |
| 11 gennaio 2023  | Altenmarkt-Zauchensee | Austria              | DH    | Sabrina Maier         | Magdalena Egger            | Michelle Niederwieser                |
| 11 gennaio 2023  | Altenmarkt-Zauchensee | Austria              | DH    | Vanessa Nußbaumer     | Christina Ager             | Delia Durrer                         |
| 12 gennaio 2023  | Altenmarkt-Zauchensee | Austria              | SG    | Michaela Heider       | Sabrina Maier              | Michelle Niederwieser                |
| 14 gennaio 2023  | Pozza di Fassa        | Italia               | SL    | Cornelia Öhlund       | Beatrice Sola              | Aline Danioth                        |
| 15 gennaio 2023  | Pozza di Fassa        | Italia               | SL    | Cornelia Öhlund       | Aline Danioth              | Asa Andō                             |
| 27 gennaio 2023  | Vaujany               | Francia              | SL    | Doriane Escané        | Bianca Bakke Westhoff      | Estelle Alphand                      |
| 28 gennaio 2023  | Vaujany               | Francia              | SL    | Cornelia Öhlund       | Andrine Mårstøl            | Beatrice Sola                        |
| 1º febbraio 2023 | Châtel                | Francia              | DH    | Christina Ager        | Nadine Fest                | Juliana Suter                        |
| 2 febbraio 2023  | Châtel                | Francia              | DH    | Delia Durrer          | Christina Ager             | Nadine Fest                          |
| 3 febbraio 2023  | Châtel                | Francia              | SG    | Christina Ager        | Michelle Niederwieser      | Stephanie Jenal                      |
| 6 febbraio 2023  | Sarentino             | Italia               | SG    | Nadine Fest           | Katrin Hirtl-Stanggaßinger | Christina Ager                       |
| 7 febbraio 2023  | Sarentino             | Italia               | SG    | Christina Ager        | Elisabeth Reisinger        | Nadine Fest                          |
| 9 febbraio 2023  | Maribor               | Slovenia             | GS    | Mélanie Meillard      | Hilma Lövblom              | Elisabeth Kappaurer                  |
| 10 febbraio 2023 | Maribor               | Slovenia             | GS    | Mélanie Meillard      | Elisa Platino              | Neja Dvornik                         |
| 13 febbraio 2023 | Bjelašnica            | Bosnia ed Erzegovina | SG    | Christina Ager        | Michaela Heider            | Nadine Fest                          |
| 13 febbraio 2023 | Bjelašnica            | Bosnia ed Erzegovina | SG    | Michelle Niederwieser | Nadine Fest                | Sandra Absmann                       |
| 18 febbraio 2023 | Crans-Montana         | Svizzera             | DH    | Nadine Fest           | Elvedina Muzaferija        | Stephanie Jenal                      |
| 19 febbraio 2022 | Crans-Montana         | Svizzera             | DH    | Nadine Fest           | Keely Cashman              | Sabrina Maier                        |
| 4 marzo 2023     | Gällivare             | Svezia               | GS    | Hilma Lövblom         | Elisabeth Kappaurer        | Doriane Escané                       |
| 5 marzo 2023     | Gällivare             | Svezia               | GS    | Hilma Lövblom         | Elisabeth Kappaurer        | Marte Monsen                         |
| 7 marzo 2023     | Suomu                 | Finlandia            | SL    | Marie Lamure          | Andrine Mårstøl            | Moa Boström Müssener                 |
| 8 marzo 2023     | Suomu                 | Finlandia            | SL    | Marie Lamure          | Anita Gulli                | Andrine Mårstøl                      |
| 13 marzo 2023    | Narvik                | Norvegia             | GS    | Michaela Heider       | Elisabeth Kappaurer        | Mélanie Meillard                     |
| 14 marzo 2023    | Narvik                | Norvegia             | SL    | Marie Lamure          | Nicole Good                | Mélanie Meillard                     |
| 17 marzo 2023    | Narvik                | Norvegia             | DH    | Camille Cerutti       | Nadine Fest                | Stefanie Fleckenstein Lena Wechner   |
| 18 marzo 2023    | Narvik                | Norvegia             | SG    | Michaela Heider       | Michelle Niederwieser      | Karen Smadja-Clément                 |

Legenda:

DH = discesa libera

SG = supergigante

GS = slalom gigante

SL = slalom speciale

### Classifiche

#### Generale
| Pos. | Nome                  | Nazione  | Punti |
| ---- | --------------------- | -------- | ----- |
| 1    | Nadine Fest           | Austria  | 836   |
| 2    | Michaela Heider       | Austria  | 818   |
| 3    | Christina Ager        | Austria  | 789   |
| 4    | Moa Boström Müssener  | Svezia   | 683   |
| 5    | Sabrina Maier         | Austria  | 674   |
| 6    | Beatrice Sola         | Italia   | 646   |
| 7    | Doriane Escané        | Francia  | 639   |
| 8    | Michelle Niederwieser | Austria  | 615   |
| 9    | Mélanie Meillard      | Svizzera | 540   |
| 10   | Hilma Lövblom         | Svezia   | 525   |

#### Discesa libera
| Pos. | Nome              | Nazione  | Punti |
| ---- | ----------------- | -------- | ----- |
| 1    | Nadine Fest       | Austria  | 506   |
| 2    | Christina Ager    | Austria  | 379   |
| 3    | Sabrina Maier     | Austria  | 331   |
| 4    | Delia Durrer      | Svizzera | 306   |
| 5    | Vanessa Nußbaumer | Austria  | 302   |

#### Supergigante
| Pos. | Nome                  | Nazione | Punti |
| ---- | --------------------- | ------- | ----- |
| 1    | Michaela Heider       | Austria | 557   |
| 2    | Michelle Niederwieser | Austria | 470   |
| 3    | Christina Ager        | Austria | 410   |
| 4    | Sabrina Maier         | Austria | 343   |
| 5    | Nadine Fest           | Austria | 314   |

#### Slalom gigante
| Pos. | Nome                | Nazione  | Punti |
| ---- | ------------------- | -------- | ----- |
| 1    | Hilma Lövblom       | Svezia   | 516   |
| 2    | Elisabeth Kappaurer | Austria  | 480   |
| 3    | Elisa Platino       | Italia   | 440   |
| 4    | Mélanie Meillard    | Svizzera | 406   |
| 5    | Doriane Escané      | Francia  | 390   |

#### Slalom speciale
| Pos. | Nome                  | Nazione  | Punti |
| ---- | --------------------- | -------- | ----- |
| 1    | Moa Boström Müssener  | Svezia   | 477   |
| 2    | Beatrice Sola         | Italia   | 419   |
| 3    | Cornelia Öhlund       | Svezia   | 410   |
| 4    | Bianca Bakke Westhoff | Norvegia | 390   |
| 5    | Marie Lamure          | Francia  | 374   |